# Cis puncticollis
Cis puncticollis es una especie de coleóptero de la familia Ciidae.

## Distribución geográfica
Habita en Madeira (Portugal).